# Matt's Monsters
Matt's Monsters, conocida en España como Los monstruos de Matt, es una serie animada conjunta entre alemana-francesa-italiana producida por Gregory Panaccione. Estrenada en 16 de mayo de 2009, fue emitida en Disney Channel y Disney XD, antiguo Jetix, así como Starz Kids & Family.

## Argumento
En un mundo donde monstruos de todas clases cohabitan con los humanos, un niño llamado Matt Average lidera una compañía que se encarga de capturar a los monstruos que crean problemas en la habitualmente tranquila ciudad de Joliville. Junto con su entusiasta padre Bruce, su compañero monstruo Dink y su vecina Manson, Matt se enfrentará a los más variados seres para mantener a salvo a sus conciudadanos.

## Personajes
- Matt Average: Matt es un muchacho de nueve años cuya familia es dueña de la compañía Average, encargada de capturar a los monstruos problemáticos. A pesar de su corta edad, es sorprendentemente sagaz e inteligente, y comúnmente fabrica armas e inventos para facilitar el trabajo de su equipo. Tiene una sensibilidad especial para con los monstruos, habiéndose hecho amigo de Dink cuando ambos eran bebés.
- Manson: la vecina y compañera de clase de Matt. Es una chica de apariencia gótica a la que le encanta todo lo relacionado con los monstruos. Normalmente muestra una personalidad cínica y estoica, pero es muy leal a la familia Average, y siempre les acompaña en sus misiones. Un gag recurrente de la serie es que el padre de Matt la confunde constantemente con un chico.
- Dink: un monstruo adoptado por la familia Average después de hacerse amigo de Matt. Es rechoncho y naranja, y tiene dos cuernos metálicos entre los que puede generar electricidad como una bobina de Tesla. Posee profundos conocimientos sobre los demás monstruos, pero siempre habla en un idioma ininiteligible que sólo Matt entiende.
- Bruce Average: el padre de Matt, un hombre enérgico y optimista, pero no muy juicioso.
- Ellen Average: la madre de Matt. Aunque no suele acompañar al resto del equipo, de vez en cuando su rápido ingenio sirve para salvar el día.
- Madame Bovary: la dueña de una compañía rival de caza de monstruos. Se trata de una mujer de avanzada edad y aspecto atildado, supuestamente poseedora de poderes sobrenaturales, que en realidad no son más que montajes orquestados por su ayudante Appendix. Su nombre está basado en la obra de Gustave Flaubert Madame Bovary, aunque su personaje recuerda más a Madame Blavatsky.
- Prof. Appendix: un pusilánime científico loco, miembro de la Compañía Bovary. Fabrica toda clase de inventos para ayudar a su jefa, pero le maltrata con asiduidad debido al poco éxito de sus planes.
- Sonja: una chica hindú de la clase de Matt, de la que está enamorado.
- Socrates: también compañero de clase de Matt, es un niño malcriado que frecuentemente es antagonista.